# Здание Высшей партийной школы (Ростов-на-Дону)
Здание Высшей партийной школы в Ростове-на-Дону, расположенное на пересечении Будённовского проспекта и Московской улицы (дом 20/45), было построено по проекту архитектора Г. А. Петрова (совместно с Н. Г. Худовертовым) в 1953—1956 годах, на стыке эпох сталинской неоклассики и хрущевского функционализма.

## История
Создавая проект здания Высшей партийный школы, архитектор Г. А. Петров планировал создать своеобразный «дворец просвещения». Однако, в период завершения строительства вышло известное постановление ЦК КПСС и Совет министров СССР от 4 ноября 1955 года «Об устранении излишеств в проектировании и строительстве», в результате чего реализованный вариант здания оказался лишён обелисков на балюстраде парапета и фигур в нишах главного фасада. Тем не менее, архитектору удалось смягчить вынужденные изменения в проектном решении, применив керамические облицовку и архитектурные детали фасадов, изготовленные на предприятиях города.
В середине 1980-х годов, после сооружения в непосредственной близости от здания подземного перехода, а также протечек подземных коммуникаций, начались просадочные деформации оснований фундамента. Появились трещины в стенах, начали осыпаться карнизы и капители нескольких полуколонн. Противоаварийные мероприятия проводятся и нынешним владельцем здания — Ростовским филиалом Таможенной академии.

## Архитектура
Верхние этажи здания облицованы керамическими плитками, также были использованы керамические капители и базы колонн, карнизные блоки, рельефные вставки с гирляндами и розетками. Два нижних этажа отделаны блоками туфа скальной фактуры. Над семью окнами первого этажа в арочных нишах архитектор и скульптор В. В. Баринов исполнил барельефы на тему «просвещения». Это был единственный случай подобной авторской работы в Ростове тех лет.
Зданию Ростовской партшколы была отведена и важная градоформирующая роль. Оно задавало масштаб восстанавливаемой застройке северной стороны площади, поддерживало масштаб пятиглавого собора на её противоположной стороне и стало неотъемлемым элементом Будённовского проспекта.